# Absard
Absard (en persa: آبسرد‎ romanizada como Ābsard y Āb Sard, literalmente agua fría) es una ciudad en el Distrito Central del condado de Damavand, provincia de Teherán, Irán. En el censo de 2006, su población era de 9.865 habitantes, en 2.438 familias.
La temperatura mínima y máxima fue de -24 °C en enero–febrero y 37 °C en julio–agosto. El promedio de las precipitaciones de un año fue de 333 mm y durante los 3 primeros meses del año (momento de desarrollo y de floración de las plantas) fueron 13 y 130 mm en 2008 y 2009, respectivamente. En esta investigación, las muestras fueron recolectadas en los estados fenológicos de desarrollo de la planta. Las actividades enzimáticas en hojas y ramitas fueron evaluados durante 2008 y 2009. Las 3 fases fenológicas de la hoja de muestreo incluyó un 50% de floración en primavera, la época más cálida en verano y antes de las lluvias en otoño. Las muestras fueron tomadas en 4 etapas, incluyendo las etapas anteriores y el invierno.

## Geografía
Absard se encuentra a unos 70 km al este de Teherán, en la provincia del mismo nombre. Su centro se encuentra a pocos km al sur de la carretera de Firuz Kuh (N79). El área entre la autopista y el centro es muy popular por el número de segundas residencias para los teheraníes y habitantes de otras localidades cercanas. A pequeña escala, el paisaje semeja un jardín con buen riego, lo que hace que la zona sea muy verde, entre colinas amarillentas y altas montañas, que en algún caso superan los 3500 m (Caqui, خاکی y el pico Zarrin) en el norte. 
Sus árboles frutales producen manzanas, cerezas dulces y ácidas, albaricoques, peras y nueces.